# Duca di Genova (incrociatore ausiliario)
Il Duca di Genova è stato un incrociatore ausiliario della Regia Marina ed un piroscafo passeggeri italiano.

## Storia
Costruita tra il 1907 ed il 1908 nei Cantieri Navali Riuniti di La Spezia su ordinazione della Navigazione Generale Italiana (NGI), la nave avrebbe dovuto inizialmente chiamarsi Roma. Quando la compagnia venne a conoscenza che il Lloyd Sabaudo aveva scelto di battezzare un proprio nuovo transatlantico con il nome Duca di Genova, decise di modificare con tempestività la denominazione della propria unità, già prossima al completamento, sia per uniformare la nomenclatura con la gemella Duca degli Abruzzi, sia in ragione della forte rivalità commerciale che caratterizzava i rapporti tra le due società. Il piroscafo assunse così ufficialmente il nome Duca di Genova.
L'episodio generò una controversia con il Lloyd Sabaudo, che a sua volta fu costretto a rinominare la propria nave, varata qualche mese più tardi con il nome Tomaso di Savoia.
La nuova unità della NGI era, quindi, la seconda e più grossa di una serie di tre navi pressoché gemelle, a due fumaioli, dette classe Ducale (che comprendeva la già citata capoclasse Duca degli Abruzzi e la Duca d'Aosta, varata nel 1908). 
Destinato principalmente al trasporto di emigranti (1740 dei 1836 posti disponibili erano in terza classe), il piroscafo venne destinato ad una delle principali rotte di emigrazione verso gli Stati Uniti, la Genova-Napoli-New York. Su tale rotta si svolse il viaggio inaugurale della nave, il 18 ottobre 1908, ed in quelle acque il Duca di Genova continuò a navigare sino allo scoppio della guerra italo-turca.
Durante tale conflitto (1911-1912) il piroscafo venne requisito dalla Regia Marina (la prima requisizione avvenne il 13 ottobre 1911 e si protrasse sino al 30 novembre dello stesso anno, dopo di che la nave venne requisita nuovamente dal 5 febbraio al 14 agosto 1912), armato con alcuni cannoni da 120 mm ed iscritto nei ruoli del naviglio ausiliario dello Stato come incrociatore ausiliario. Analoga sorte ebbe anche il Duca degli Abruzzi.

Il 13 ottobre 1911 la nave lasciò Napoli diretta a Tripoli, con rotta ad ovest della Sicilia, aggregato ad un convoglio di cui facevano parte anche i piroscafi Montenegro, Menfi, Serbia, Solferino, Ravenna, Romania, Bulgaria, Europa, Sannio, Valparaiso e Siracusa.

Il piroscafo visto di profilo, con la livrea de La Veloce.

Il principale teatro operativo per questa nave fu tuttavia il Mar Egeo, dove l'unità, nella primavera del 1912, partecipò attivamente all'occupazione del Dodecaneso.
Il 2 maggio 1912, il Duca di Genova lasciò Tobruk per scortare, insieme ad un altro incrociatore ausiliario, il Città di Siracusa, alla corazzata Ammiraglio di Saint Bon, al vetusto incrociatore corazzato Vettor Pisani e ad un gruppo di siluranti, i piroscafi Sannio, Verona, Re Umberto, Valparaiso, Bulgaria, Cavour e Lazio, che avevano a bordo i reparti destinati allo sbarco ed all'occupazione dell'isola di Rodi (reggimenti di fanteria 34º, 43º, 57º e 58º, 4º Reggimento Bersaglieri, Battaglione Alpino Finestrelle, quattro batterie d'artiglieria, un plotone di cavalleggeri del Reggimento Piacenza, una compagnia di zappatori e reparti minori e di supporto), in totale 8.000 uomini. Dopo la partenza il convoglio si divise in due colonne circondate dalle navi di scorta, fruendo inoltre dell'appoggio a distanza di parte della squadra da battaglia italiana: dopo una navigazione senza intoppi, le navi diedero fondo nella baia di Calitea (Rodi) alle due del pomeriggio del 4 maggio. Alle quattro del pomeriggio ebbe inizio lo sbarco delle truppe, terminato in tre ore, poi furono messi a terra animali, artiglierie ed equipaggiamenti. La guarnigione turca si ritirò all'interno dell'isola, dove venne poi definitivamente costretta alla resa entro il 17 del mese. Nel corso dell'operazione il Duca di Genova ebbe il compito di svolgere un'azione diversiva che distogliesse l'attenzione delle truppe ottomane dallo sbarco vero e proprio, simulando lo sbarco di un reparto di Marina a Trianda.
Il 5 maggio l'incrociatore ausiliario fu inviato in pattugliamento tra Bodrum e Smirne, insieme al vecchio incrociatore torpediniere Coatit ed al cacciatorpediniere Lanciere, per controllare che siluranti turche, che erano basate a Bodrum, non tentassero un eventuale attacco per ostacolare l'occupazione italiana di Rodi. Dopo aver constatato l'assenza di movimento e di forze nemiche, le navi italiane tornarono a Rodi.
L'8 maggio il Duca di Genova sbarcò a Calchi un drappello che prese possesso dell'isola. 
Un altro servizio svolto dal piroscafo fu quello di trasporto di prigionieri turchi a Palermo: nel corso di tali viaggi il Duca di Genova ed un altro trasporto requisito, il Sannio, trasportarono complessivamente 1650 prigionieri (38 ufficiali e 1612 tra sottufficiali e soldati).
Terminata la guerra italo-turca il Duca di Genova riprese il servizio sulla rotta Genova-Napoli-New York, che proseguì sino al 29 ottobre 1912, quando partì per l'ultimo viaggio su tale tratta. 

La nave fotografata nel 1913, con i colori della compagnia La Veloce.

Rientrato da tale traversata, il piroscafo venne venduto ad un'altra società di navigazione, La Veloce, che per due anni lo destinò alle rotte migratorie per l'America Latina (con destinazione Santos, Buenos Aires e Montevideo), iniziando il primo viaggio l'8 dicembre 1912. Nel 1914 il piroscafo venne rinoleggiato alla Navigazione Generale Italiana, tornando sulla rotta per New York.
Il 27 settembre 1914 il Duca di Genova lasciò Palermo diretto verso Napoli, da dove proseguì alla volta di New York. Nel corso del 1915 la nave effettuò un'altra traversata su tale rotta, cui ne seguirono due nel 1916.
Secondo alcune fonti tra la fine del 1915 e l'inizio del 1916 il Duca di Genova partecipò, insieme ad altri piroscafi, alle operazioni di evacuazione dell'esercito serbo dall'Albania.
Nel Marzo 1916 svolse servizio di trasporto truppe tra il porto di Taranto e l'Albania, effettuando una traversata da Taranto (16 marzo) a Valona (dove arrivò il 17 marzo)
Partito da Genova per l'ultimo viaggio da Palermo a New York l'11 settembre 1916, il piroscafo al suo ritorno, nell'ottobre 1916, venne requisito dalla Regia Marina, che, senza iscriverlo nei ruoli del Naviglio ausiliario dello Stato, lo destinò al trasporto di truppe (per altra fonte la trasformazione in trasporto truppe avvenne nel 1917).
Il 6 febbraio 1918 il Duca di Genova, proveniente da New York e diretto a Genova con un carico di materiali di vario genere, venne silurato dal sommergibile tedesco U 64 mentre transitava nel Golfo del Leone. Colpito mentre si trovava in posizione 39°36' N e 00°11' O, circa un miglio al largo di Capo Canet (a nord di Valencia), il piroscafo non affondò immediatamente e poté essere portato ad arenarsi in costa, ma venne considerato perduto per l'irreparabilità dei danni.